# مسجد امام حسن (شاه شولیان)
مسجد امام حسن (شاه شولیان) مربوط به دوره قاجار است و در شهرستان اصفهان، بخش جلگه، بافت روستای تاریخی قهی واقع شده و این اثر در تاریخ ۲۴ اسفند ۱۳۸۳ با شمارهٔ ثبت ۱۱۵۵۱ به‌عنوان یکی از آثار ملی ایران به ثبت رسیده است.